# 爱姆德降解
Emde降解反应（Emde degradation），又称Emde反应、Emde还原反应，是當季铵盐用钠汞齐（或氢化铝锂）处理时，发生 C–N 键还原断裂，得到叔胺。
这个反应由德国化学家 Hermann Emde 在1909年首先报道。它是Hofmann降解反应测定生物碱（如麻黄碱）结构方法的有价值补充。 当有 C＝C 键和 C–N 键共轭时，反应容易进行。
有些环状化合物不能用Hofmann法降解，却能用Emde法降解。例如1,1-二甲基四氢喹啉氯化物，用钠汞齐处理得到了γ-二甲基氨基丙苯，但用Hofmann反应则仅分解出甲醇。